# دنبار
دنبار (بالإنجليزيَّة: Dunbar، وتُلفظ: /dʌnˈbɑːr/ ، بالإسكتلنديَّة: Dunbaur) هي بلدة تقع على ساحل بحر الشمال في لوثيان الشرقية جنوب شرق إسكتلندا على بعد نحو 50 كيلومتر (30 ميل) شرق إدنبرة وكذلك على بعد 50 كيلومتر (30 ميل) من الحدود الاسكتلنديَّة الإنجليزيَّة شمال بلدة بيرويك أبون تويد.
كانت دنبار في السابق بلديَّة ملكيَّة، وأطلق اسمها على دائرة كنسيَّة وأخرى مدنيَّة. تمتد الدائرة حوالي 12 كم من الشرق إلى الغرب على عمق 6 كم في أقصى مدى لها، أو بمساحة 29 كيلومتر مربع، وتضم كلًا من قرى ويست بارنز وبيلهافن وإيست بارنز والعديد من القرى الصغيرة والمزارع.
كان من شأن موقع دنبار الإستراتيجي أن جعل تاريخها حافلًا بالأحداث والصراعات. كان عدد سكان المدينة حتى ستينيات القرن العشرين يناهز 3500 نسمة. وبلغ عدد سكانها 8486 نسمة بحلول عام 2010. يوجد في البلدة مدارس ابتدائية ومدرسة ثانوية عامة بالإضافة إلى مدرسة خاصة.
دنبار هي مسقط رأس المستكشف وعالم الطبيعة الإسكتلندي جون موير. يقع المنزل الذي ولِد فيه موير في شارع هاي ستريت، وتم تحويله إلى متحف.

## وصلات خارجية
- جوانب السياحة في دنبار منذ خمسينات القرن العشرين (بالإنجليزية)
- جمعية دنبار التاريخية (بالإنجليزية)
- Dunbar Trades Accociation website